# Площадь Революции (Владикавказ)
Площадь Революции — площадь в городе Владикавказ, Северная Осетия, Россия. Находится в Промышленном муниципальном округе на пересечении улиц Иристонской и Пожарского.
Архитектурный ансамбль площади является памятником архитектуры и градостроительства; выявленный объект культурного наследия России.

## История
Площадь образовалась во второй половине XX века. Первоначальное название площадь Китайских добровольцев — в честь китайских добровольцев, воевавших на стороне большевиков во время Гражданской войны на Северном Кавказе. Позднее, в связи с ухудшением советско-китайских отношений 1969 г., площадь получила наименование Площадь Революции — в честь Октябрьской революции 1917 года, однако в народе называется "Китайская".

## Архитектура
В 1960 году в центре площади установлена обелиск в честь китайских добровольцев воевавших за Советскую власть на Северном Кавказе. Автор памятника — архитектор А. И. Бтемиров.
Архитектурный ансамбль площади создан архитектором Геворгом Чкнаворяном.

Композиционной основой пространственной организации площади является геометрическая ось моста через реку Терек и улицы Пожарского по линии запад-восток, и геометрическая ось улицы Иристонской по линии север-юг. Центрально-осевой композицией окаймленного зданиями концентрического пространства площади является гранитный обелиск, водруженный на пересечении осей композиции. Вполне очевидно, что прообразом создания архитектурно-градостроительного ансамбля во Владикавказе являлся изумительный по художественному совершенству монументальный ансамбль площади Республики в Ереване.— Владимир Бессолов, «Владикавказ в судьбе армянского зодчего»

## Транспорт
Трамвай № 2, 5, 9, 10, остановка «Улица Пожарского».

## Источник
- План г. Орджоникидзе, 1980.
- Владикавказ. Карта города, 2011.
- Кадыков А. Н. Улицы, переулки, площади и проспекты г. Владикавказа: Справочник. — Респект, 2010. — С. 418—419 — С. 512 — ISBN 978-5-905066-01-6